# Friedrich-Ebert-Brücke
De Friedrich-Ebert-Brücke is een tuibrug voor het wegverkeer over de Rijn bij de Duitse stad Duisburg. De brug is onderdeel van Landesstraße 140.
De brug werd geopend in 1952 en is 635 meter lang.